# Getlink
Getlink (ehemals Groupe Eurotunnel) ist für 99 Jahre, bis zum Jahr 2086, die Betreiberfirma des 50 km langen Eurotunnels und der Pendelzüge durch diesen. Die Umbenennung erfolgte am 20. November 2017.

## Geschichte
Das Unternehmen wurde am 13. August 1986 mit dem Ziel gegründet, den Eurotunnel zu finanzieren, zu bauen und zu betreiben. Der Bau des Tunnels kostete ca. 9,5 Milliarden Britische Pfund, doppelt so viel wie ursprünglich geplant. Finanziert wurde der Bau teilweise durch die Investition der Aktionäre und teilweise durch einen Kredit über acht Milliarden Pfund.
Der Bau des Tunnels wurde von TransManche Link (TML) durchgeführt und am 10. Dezember 1993 an die Betreibergesellschaft übergeben. Der Tunnel wurde am 6. Mai 1994 durch Königin Elisabeth II. und Präsident François Mitterrand offiziell eröffnet. Am 1. Juni desselben Jahres fuhr der erste Güterzug durch den Tunnel, der erste Truck Shuttle wurde am 1. Juli durchgeführt und der erste Eurostar verkehrte am 14. November 1994.
Ende November 1997 stimmten die 174 Gläubigerbanken des Unternehmens einer Umschuldung zu. Zuvor hatten bereits die Aktionäre für die Pläne gestimmt. Im Zuge der Umschuldung verlängerten die Regierungen von Frankreich und Großbritannien die Lizenz der Betreibergesellschaft bis zum Jahr 2086, wobei in der verlängerten Zeit 40 Prozent des Gewinns an die Staatshaushalte abgeführt wird. Am 9. Februar 2004 vermeldete Eurotunnel einen Nettoverlust für 2003 von nahezu 1,9 Milliarden Euro aufgrund größerer Abschreibungen.
2004 erwirtschaftete das Unternehmen bei einem Umsatz von 789 Millionen Euro einen Verlust von 810 Millionen Euro. Am 31. Mai 2006 teilte das Unternehmen mit, dass die Gläubiger auf 54 Prozent ihrer Forderungen von neun Milliarden Euro verzichten würden. Ohne die Umschuldung hätte die Gesellschaft in der ersten Jahreshälfte 2007 Konkurs anmelden müssen. Der Schuldenstand lag damals bei rund neun Milliarden Euro. Die Aktie war vom 12. Mai 2006 bis zum 28. März 2007 vom Handel ausgesetzt.
Nachdem der Tunnelbetreiber im Januar 2007 wiederum durch das Urteil eines Pariser Handelsgerichts durch Gläubigerschutz vor dem Konkurs gerettet werden konnte, wurde der Spielraum für das hochdefizitäre Unternehmen in der Folge wieder klein. Bis zum 15. Mai 2007 konnten die rund 500.000 Aktionäre ihre Anteile gegen Titel des Nachfolgeunternehmens Groupe Eurotunnel (GEC) tauschen. Mit der Umgründung ist ein Entschuldungsplan verbunden, der die Kreditlasten auf 4,16 Milliarden Euro mehr als halbiert hat. Wäre das Vorhaben allerdings nicht wie geplant umgesetzt worden, hätte die alte, mit neun Milliarden Euro verschuldete, britisch-französische Eurotunnel-Gesellschaft Insolvenz anmelden müssen. Der Erfolg des Aktientauschs war von den Banken erwartet worden, da die Aktionäre sonst mit einem Totalverlust hätten rechnen müssen. Für 2007 konnte die Gesellschaft erstmals einen Gewinn von einer Million Euro vermelden. Bereits im Geschäftsjahr 1998 konnte aufgrund von Sondereffekten infolge einer Umschuldung ein Reingewinn von 64 Millionen Pfund ausgewiesen werden.
Am 11. September 2008 brach an Bord eines Shuttlezuges ein Feuer aus. Ein Teil der Tunnelröhre musste renoviert werden und konnte erst am 9. Februar 2009 wieder eröffnet werden.
Im Jahr 2009 verkaufte Veolia Transport seine im Schienengüterverkehr tätigen Unternehmen. Während die Firmen außerhalb Frankreichs an die SNCF gingen, wurden die französischen Gesellschaften wie die Veolia Cargo France und CFTA Cargo durch die Groupe Eurotunnel übernommen. Der Übernahmeprozess begann am 2. September und wurde am 1. Dezember 2009 formal abgeschlossen.
Im November 2017 wurde Groupe Eurotunnel in Getlink umbenannt.
Aufgrund der COVID-19-Pandemie führte Getlink ein Kostensenkungsprogramm ein. Alle nicht sicherheitsrelevanten Instandhaltungsaufwendungen und Investitionen wurden zurückgefahren oder eingestellt.

## Geschäftsfelder

### Betrieb des Eurotunnels und der Schieneninfrastruktur
Dieser Geschäftsbereich trug 286 Millionen Euro zum Jahresumsatz 2012 bei.

### Eurotunnel Shuttle
Eurotunnel Le Shuttle ist ein Autozug für Lkw, Pkw und Motorräder zwischen Calais in Frankreich und Folkestone im Vereinigten Königreich. Mit 478 Millionen Euro trug der Shuttleservice mit 48 % zum Jahresumsatz 2012 bei. Er war somit der größte Geschäftsbereich der Eurotunnelgesellschaft.

### Europorte
Europorte ist ein im Jahr 2009 geschaffenes Schienengüterverkehrsunternehmen mit verschiedenen Tochterunternehmen, das Güterzüge in Frankreich und im Eurotunnel betreibt. Sie betreiben und unterhalten auch die Schieneninfrastruktur in acht französischen Häfen.

### MyFerryLink
MyFerryLink war ein im Jahr 2012 gegründetes Fährunternehmen mit Fährschiffsverbindungen zwischen Dover nach Calais. Neben dem Eurotunnel und dem zu dieser Gruppe gehörenden Fährdienst gibt es nur noch zwei andere Fährdienste in dieser Relation (DFDS Seaways und P&O), so dass der Tunnelbetreiber über die Hälfte des Verkehrs in diesem Bereich über den bzw. unter dem Kanal zwischen Frankreich und England kontrollierte. Wegen des bestehenden Überangebots im Wettbewerb bestand die britische Wettbewerbsbehörde CMA darauf, dass die Eurotunnel-Gruppe ihre Fährlinie abgeben musste.
Die Geschäftstätigkeit von MyFerryLink endete zum 2. Juli 2015, die beiden von Eurotunnel ab August 2012 dafür zur Verfügung gestellten Fährschiffe Rodin und Berlioz der früheren SeaFrance wurden an DFDS verchartert.

### ElecLink
ElecLink ist ein Gleichstrom-Hochspannungsübertragungskabel im Kanaltunnel, welches eine Übertragungskapazität von bis zu einem Gigawatt zwischen den Stromnetzen von Großbritannien und Frankreich bereitstellt.
Die Übertragungsanlage wurde von Siemens Energy gebaut, das Kabel von Prysmian gefertigt, die Installation des Kabels übernahm Balfour Beatty.
Die Fertigstellung war für Mitte 2022 erwartet, die Inbetriebnahme konnte Ende Mai vollzogen werden.